# Refúgio Francesco Gonella

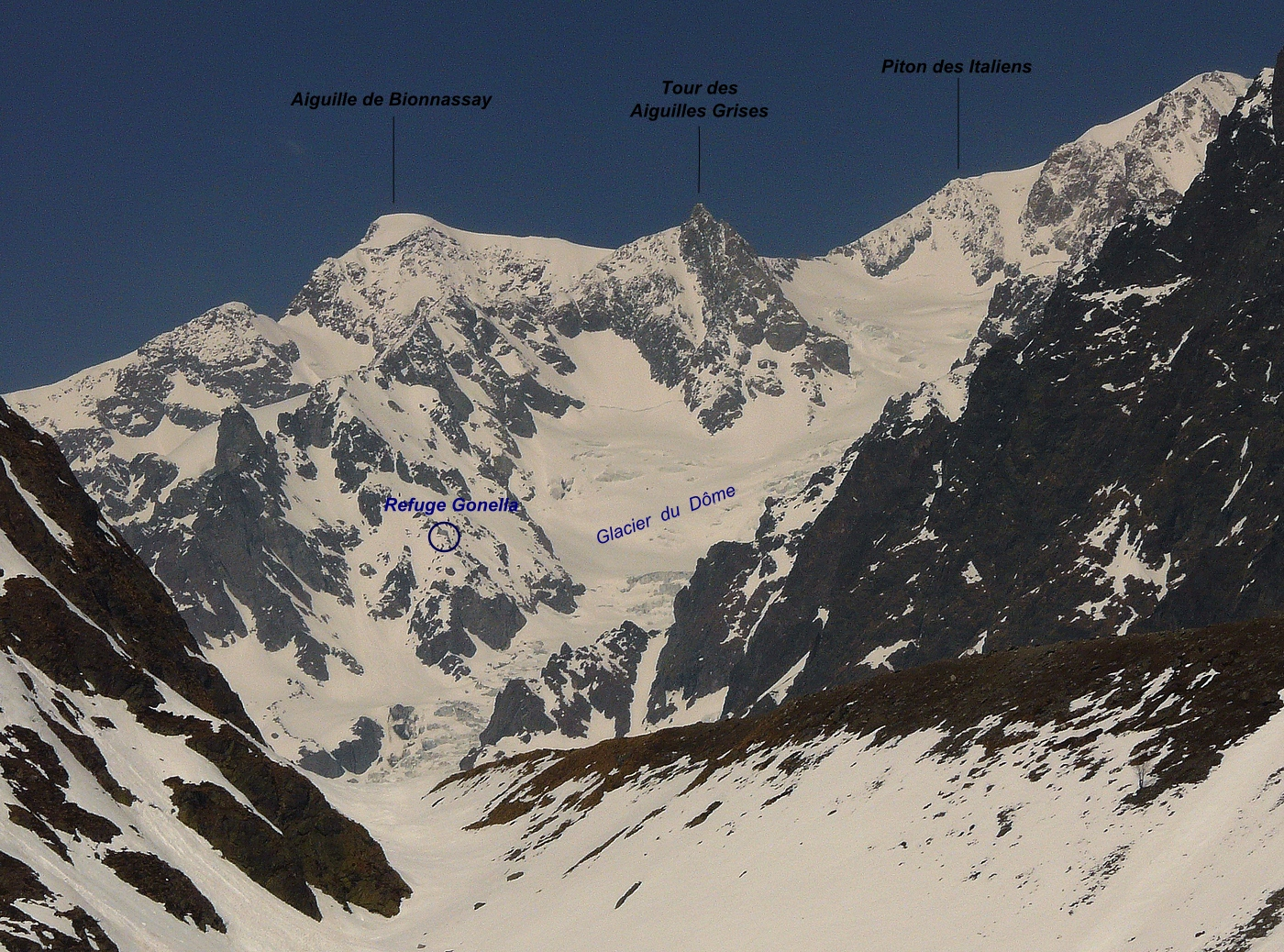
Localização do refúgio F. Gonella

O refúgio Francesco Gonella em italiano:  Rifugio Francesco Gonella oo del Dôme fica a 3 071 m no Vale de Aosta na comuna de Courmayeur do maciço do Monte Branco.

## História
O seu nome é uma homenagem ao alpinista italiano Francesco Gonella.
O primeiro refúgio foi construído já em 1891, para facilitar o acesso ao Monte Branco e depois de vários aumentos ao refúgio de madeira, em 2007 foi construído este da imagem, que é propriedade do Clube alpino italiano.

## Acesso
O acesso faz-se a partir do vale Vény e percorrendo o glaciar do Dôme em todo o seu comprimento.

## Ascensões
Encontra-se num esporão rochoso acima do glaciar do Dôme e 
é o ponto de partida para atacar:
- Dôme du Goûter -  4 304 m
- Aiguille de Bionnassay - 4 052 m